# Asociația Universală de Esperanto

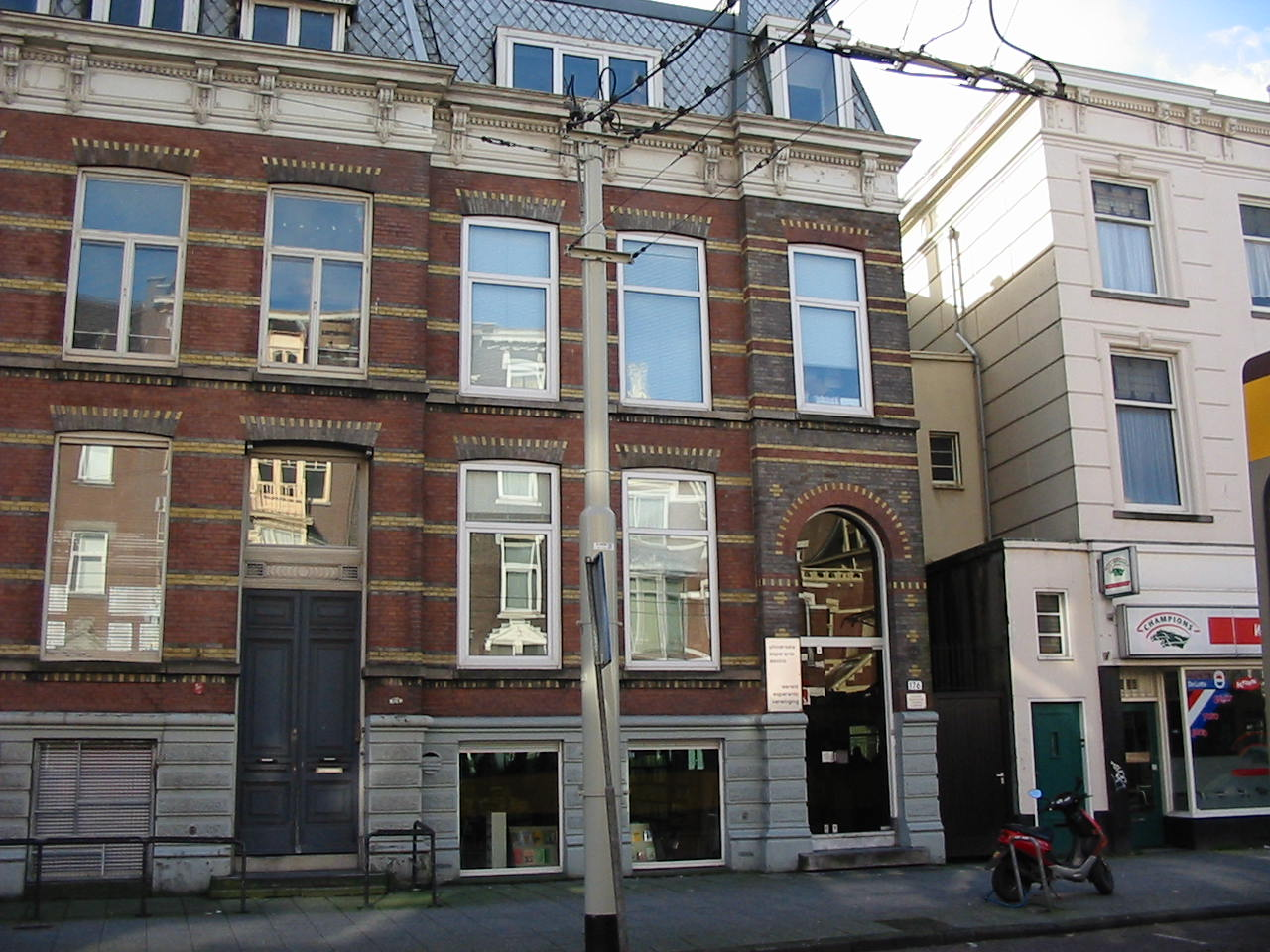
Biroul central al UEA din Rotterdam, Olanda.

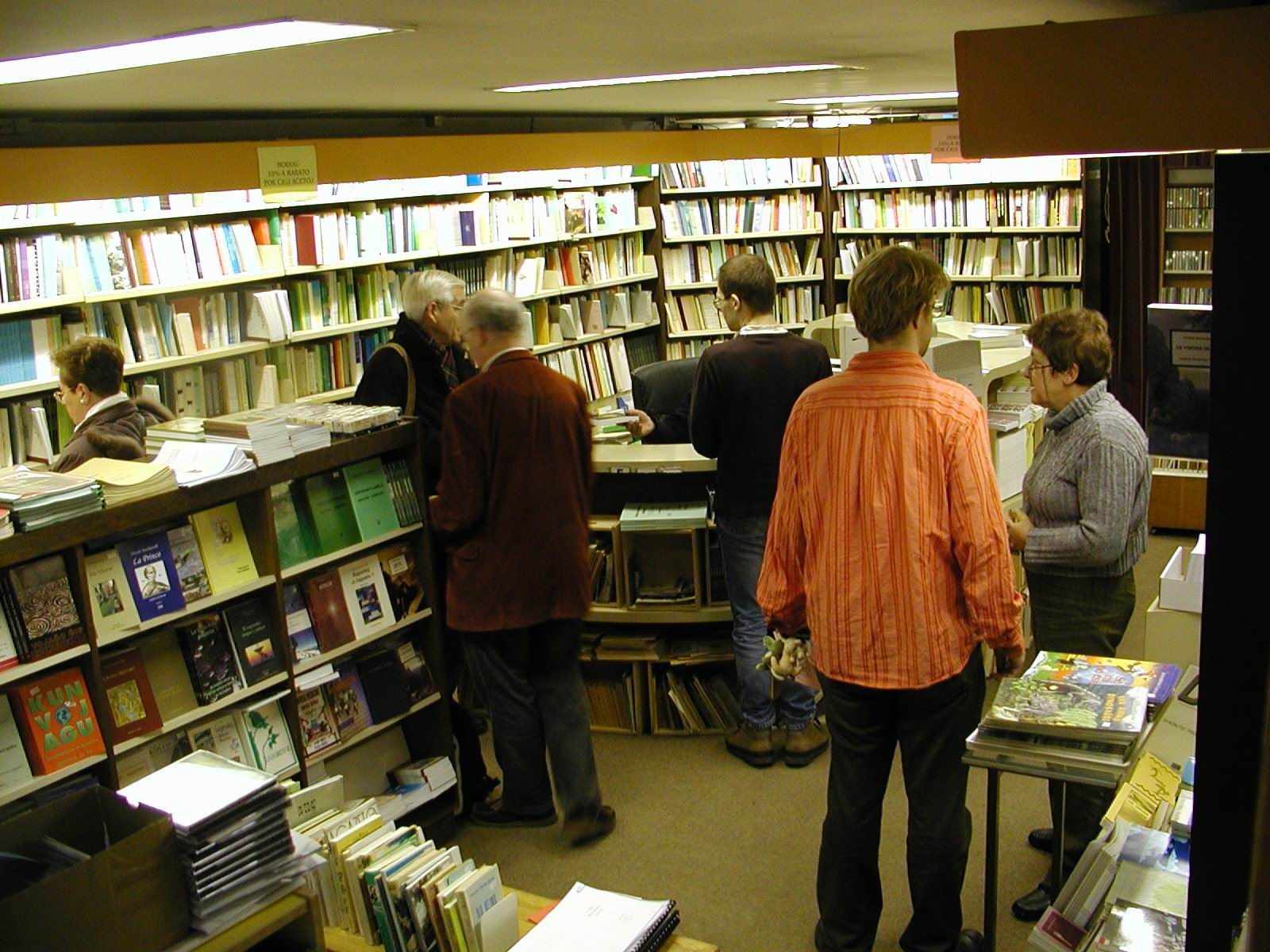
Librăria din sediul central UEA în Rotterdam.

Asociația Universală de Esperanto (în esperanto: Universala Esperanto-Asocio), cunoscută și sub acronimul UEA, este cea mai mare organizație internațională a vorbitorilor de limbă esperanto. Asociația are ca obiectiv principal promovarea și dezvoltarea utilizării limbii esperanto, pentru a facilita comunicarea între persoane cu limbi native diferite.

## În România
Secțiunea română a asociației a fost înființată în perioada interbelică de Tiberiu Morariu.